# Rhodostrophia unilinea
Rhodostrophia unilinea är en fjärilsart som beskrevs av Louis Beethoven Prout 1913. Rhodostrophia unilinea ingår i släktet Rhodostrophia och familjen mätare. Inga underarter finns listade.